# 제임스 게일
제임스 스카스 게일 혹은 기일(영어: James Scarth Gale, 奇一, 1863년 2월 19일 ~ 1937년 1월 31일)은 캐나다 장로교 선교사이자 신학박사 및 한국어 학자다. 1900년 종로 5가에 소재하고 있는 연동교회의 1대 담임목사로 부임하였다.

## 생애
캐나다의 온타리오주에서 출생하여 1888년 토론토 대학교를 졸업 후, 토론토 대학교 YMCA의 지원으로 조선 선교사가 되었다. 이는 미국의 평신도 설교자 드와이트 라이먼 무디와 아서 태펀 피어선 박사의 주도 만들어진 학생자원운동(SVM)의 영향이었다. 1889년 황해도 해주 지방과 경상도 지방에서 전도하며 대한성서공회에서 성서를 한글로 번역했고, 1890년 예수교 학당에서 영어를 가르쳤다. 1891년 8월 31일 선교 지원 중단으로 미국 북장로교 선교회로 선교 단체를 옮겼다. 1892년 성서 번역에 참여, 마태복음서, 에베소서등 신약성서 중 일부를 번역했다. 1897년, 한국 최초의 <한영 사전>을 간행하였으며 <신·구약 성서>와 <천로 역정>을 한국어로 발간하였다. 한국인의 교육을 장려하기 위하여 이원긍·유성준·김정식과 한국 교육 기관의 효시인 '교육 협회'를 창립하였다. 또 <춘향전> <구운몽> 등을 영역하여 한국의 언어·풍습 등을 세계에 널리 알리기도 하였다. 왕립 아시아 학회 한국부회 간사를 역임하였으며, 1928년 은퇴한 후 영국으로 건너가 그 곳에서 사망하였다.
그는 연동교회의 1대 담임목사였다. 연동교회는 조선 말기인 1894년에 설립된 오래된 교회이다. 미국 북장로회 소속의 모삼열(본명 S. F. Moore)이 1894년 전도하여 몇 명의 신자를 얻었고, 그래함 리(한국명 이길함) 선교사와 서상륜이 연지동 136-17번지의 초가를 예배당으로 삼아 예배를 시작한 것이 시초이다. 연동교회의 초기 신자들은 천민에 속한 갖바치들 즉, 신을 삼는 노동자들이었다고 한다. 점차 신도가 증가하면서 이듬해에는 교육 기관인 연동소학교를 세워 여학생도 모집해 운영했다. 이 학교는 정신여자고등학교의 전신이 되었다. 바로 이 교회에 1900년에는 제임스 게일이 초대 담임목사로 부임해 왔고, 이후 본격적으로 교회가 발전하기 시작했다.
한국어와 한국 문화에 대해 많이 아는 편이었던 게일은 《천로역정》의 한글 번역, 《구운몽》의 영문 번역을 하는 업적을 남겼다.
- <한양지>
- <한국 결혼고>
- <금강산지>

## 같이 보기
- 연동교회